# Zenarchopterus alleni
Zenarchopterus alleni là một loài cá trong họ Hemiramphidae. Chúng là loài đặc hữu của vùng Tây Papua, Indonesia.